# José Luis Tamayo
José Luis Tamayo Teràn (Provincia del Guayas, 29 luglio 1858 – 7 luglio 1947) è stato un politico ecuadoriano.
È stato Presidente dell'Ecuador dal 1º settembre 1920 al 31 agosto 1924.